# 칼바리 국립공원

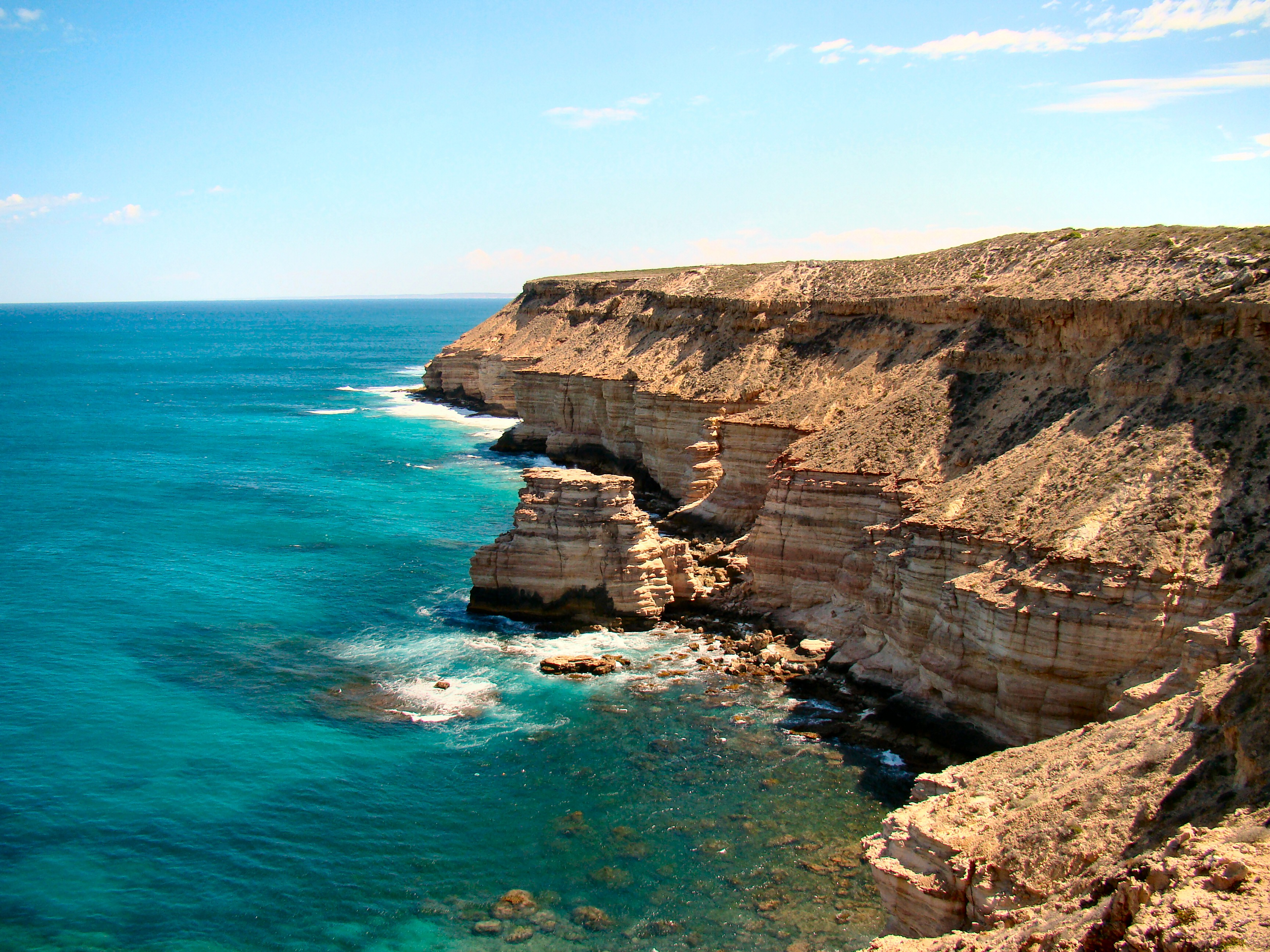
칼바리 국립공원

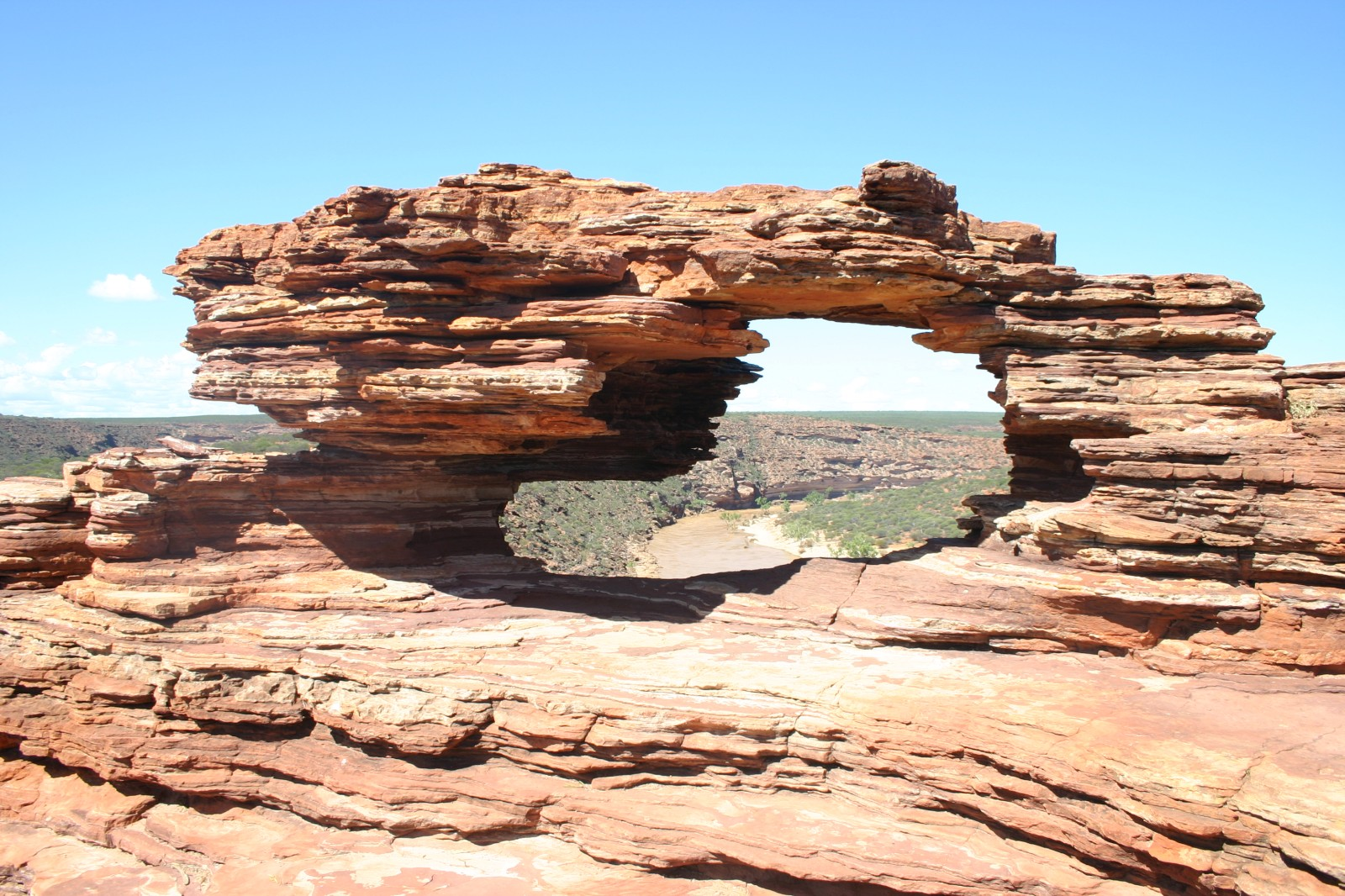
'자연의 창문'이라고 불리는 아치형 암석

칼바리 국립공원(Kalbarri National Park)은 오스트레일리아 웨스턴오스트레일리아주 미드웨스트에 있는 국립공원으로 퍼스에서 북쪽으로 485km 떨어져 있다.
국립공원의 주요 지리적 특징에는 머치슨강 하구를 따라 80km에 걸친 머치슨강 협곡이 있다. 특별한 해안 절벽이 머치슨강 하구 근처와 칼바리에 있다.

## 기후
12월부터 4월까지 기온이 극도로 높지만 칼바리 국립공원은 연중무휴다. 국립공원은 지중해성 기후 지역과 스텝 기후 지역 사이에 걸쳐 있다. 겨울은 온난하고 강수량은 보통 정도다. 여름은 덥고 건조하며 기온이 자주 40도를 넘는다. 내륙은 해안가와 마을보다 기온이 10도 이상 더 높다. 평균 강수량은 적고 5월부터 8월에 비가 대부분 내린다. 폭우로 인해 협곡으로 가는 길이 폐쇄될 수 있다.

## 식물군
칼바리 국립공원은 그 다양성과 범위로 알려진 야생꽃들로 알려져 있다. 야생꽃 800종 이상이 늦겨울과 초여름에 걸쳐 피어나는데 8월과 9월에 절정에 이른다. 식물 21종은 칼바리 국립공원의 해안절벽 꼭대기와 협곡에서만 발견된다.

## 동물군
칼바리 국립공원에 동물 200종 이상에 대한, 그리고 해안과 칼바리 근처에 400종 이상에 대한 관찰 기록이 있다. 멸종위기종인 타마왈라비가 이전에는 관찰됐으나 최근에는 관찰되지 않는다.
에뮤, 물수리, 쐐기꼬리수리, 오스트레일리아사다새를 포함한 조류 약 150종, 서부회색캥거루, 짧은코가시두더지, 스피니펙스껑충쥐 같은 포유류도 관찰된다. 유일하게 발견된 박쥐는 핀레이슨동굴박쥐다.

## 액티비티
가장 인기 있는 액티비티는 관광, 보트, 낚시, 소풍, 등산이다. 다른 액티비티에는 자일 타고 내려가기, 승마, 스쿠버다이빙, 스노클링, 서핑, 수영이 있다.